# Oxypoda palustris
Oxypoda palustris är en skalbaggsart som beskrevs av Willis Blatchley 1910. Oxypoda palustris ingår i släktet Oxypoda och familjen kortvingar. Inga underarter finns listade i Catalogue of Life.